# Organização industrial
Organização industrial é um campo da economia que estuda a estrutura e os limites entre as empresas e os mercados e as interações estratégicas das empresas. O estudo da organização industrial acrescenta ao modelo de concorrência perfeita atritos do mundo real, como informação limitada, custos de transação, custos do ajustamento de preços, intervenções do governo e barreiras à entrada de novas empresas num mercado que pode ser associado a concorrência imperfeita. Em seguida, considera como as empresas estão organizadas e como eles competem. O assunto tem sido descrito como sendo referente a mercados que "não podem facilmente ser analisados usando o modelo competitivo padrão dos livros de texto." O desenvolvimento da organização industrial como um campo separado deveu muito a Edward Chamberlin, Edward S. Mason e Joe S. Bain.
Há duas abordagens principais para o estudo da organização industrial. A primeira abordagem é essencialmente descritiva e fornece uma visão geral da organização industrial. O segundo, uma teoria de preço, usa modelos microeconômicos para explicar o comportamento e estrutura de mercado da firma  No que respeita a interações estratégicas das firmas, a teoria dos jogos não-cooperativos tornou-se o método padrão unificador da análise.

## Estruturas de mercado
As estruturas de mercado mais estudadas neste campo são as seguintes: 
- Concorrência perfeita
- Concorrência monopolística
- Oligopólio
- Oligopsônio
- Monopólio
- Monopsônio

## Áreas de estudo
Organização industrial investiga os resultados dessas estruturas de mercado em ambientes com
- Discriminação de preços
- Diferenciação do produto
- Bem duradouro
- Mercado secundários ou mercados em segunda mão, que podem afetar o comportamento das empresas nos mercados primários.
- Conluio
- Sinais, tais como garantias e publicidade.
- Fusões e aquisições
- Entrada e saída em mercados

Uma estrutura de mercado competitivo tem o resultado de desempenho de custos e preços mais baixos, (pastor, w: 1997:4).
O assunto tem um lado teórico e um lado prático. De acordo com um texto do livro: "em um plano, o campo é abstrato, um conjunto de conceitos analíticos sobre concorrência e monopólio. Em um segundo plano, o tema é sobre mercados reais, repleta de emoção e drama das lutas entre empresas reais" (Shepherd, w.; 1985; 1).
O uso extensivo da teoria dos jogos na economia industrial levou à exportação desta ferramenta para outros ramos da microeconomia, tais como economia comportamental e finanças corporativas. A Organização industrial também tem tido impactos significativos práticos em direito antitrust e política de concorrência.

## História do campo
Um livro de 2009 Pioneiros da organização Industrial traça o desenvolvimento do campo de Adam Smith para últimos tempos e inclui dezenas de pequenas biografias de grandes figuras na Europa e América do Norte que contribuíram para o crescimento e desenvolvimento da disciplina. 
O capítulo 9 de Tsoulfidis resume perfeitamente a evolução do pensamento sobre a concorrência e monopólio durante o século passado.